# (1497) Tampere
(1497) Tampere ist ein Asteroid des Hauptgürtels, der am 22. September 1938 von dem finnischen Astronomen Yrjö Väisälä am Iso-Heikkilä-Observatorium (IAU-Code 062) in Turku entdeckt wurde.
Der Asteroid ist Mitglied der Koronis-Familie, einer Gruppe von Asteroiden, die nach (158) Koronis benannt ist.
Der Himmelskörper trägt den Namen der finnischen Stadt Tampere.